# Marcos 9

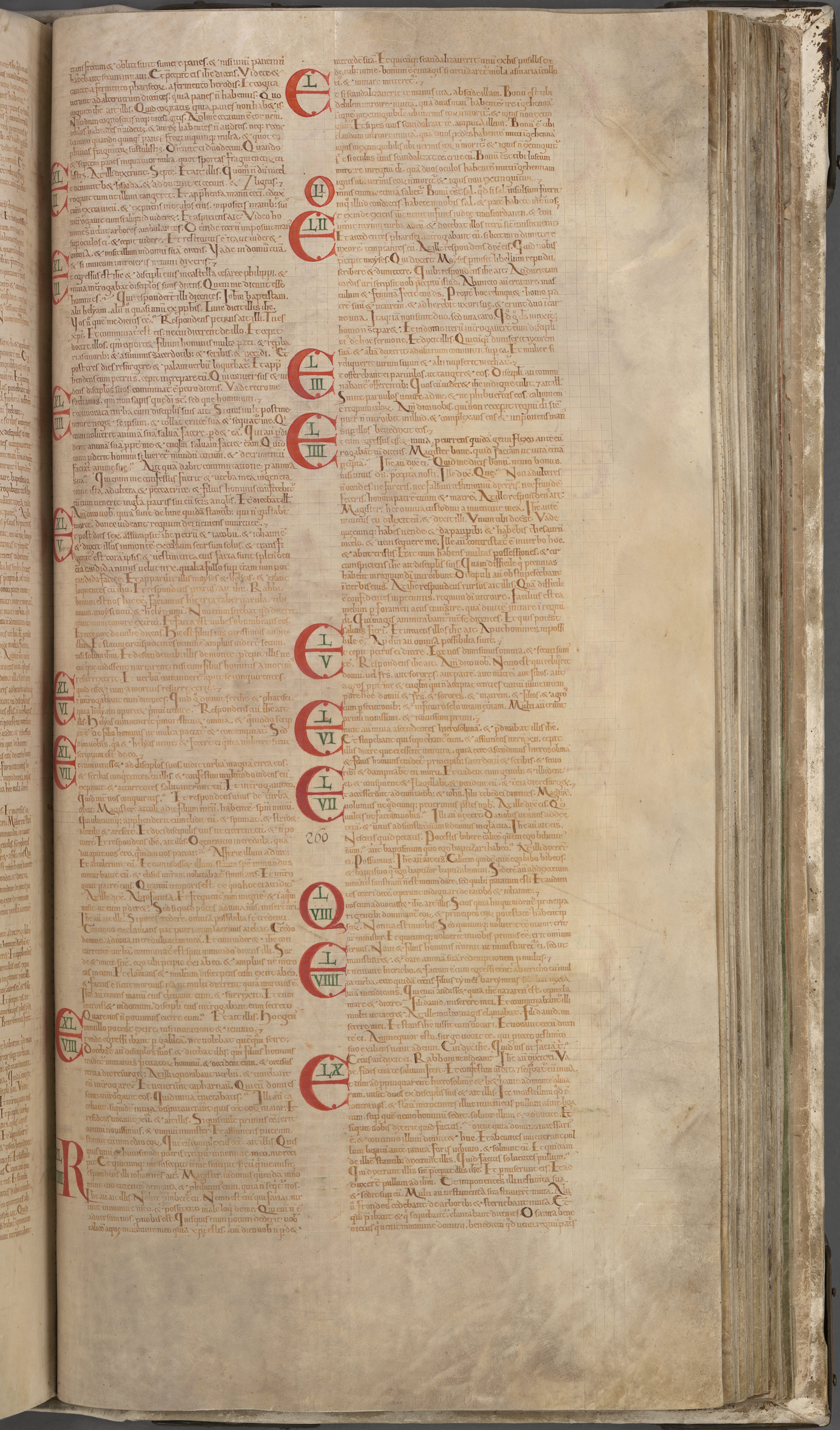
Texto en Latin Marcos 8:13–11:10 in Codex Gigas, siglo 13.

Marcos 9 es el noveno capítulo del Evangelio de Marcos del Nuevo Testamento de la Biblia cristiana. Comienza con la predicción de Jesús de que «Os aseguro que algunos de los que están aquí no gustarán la muerte antes de ver que el reino de Dios ha llegado con poder". A continuación, el capítulo relata la transfiguración de Jesús, una curación milagrosa y las enseñanzas de Jesús sobre el regreso de Elías, la humildad y la tentación.

## Texto
El texto original fue escrito en griego koiné. Este capítulo se divide en 50 Versículos (49 versículos en la Vulgata y su Traducción Douai-Rheims).

### Testigos textuales
Algunos manuscritos tempranos que contienen el texto de este capítulo son:
- Codex Vaticanus (325-350; completo)
- Codex Sinaiticus (330-360; completo)
- Codex Bezae (~400; completo)
- Codex Alexandrinus (400-440; completo)
- Codex Ephraemi Rescriptus (~450; completo)

## Localizaciones
Los acontecimientos registrados en este capítulo tienen lugar en «un monte alto» (tradicionalmente entendido como monte Tabor), en un pueblo cercano, alrededor de Galilea y de vuelta a Cafarnaún. Desde el monte Tabor hasta Cafarnaúm hay unos 41 km por la moderna Autopista 65.

## Versículo 1

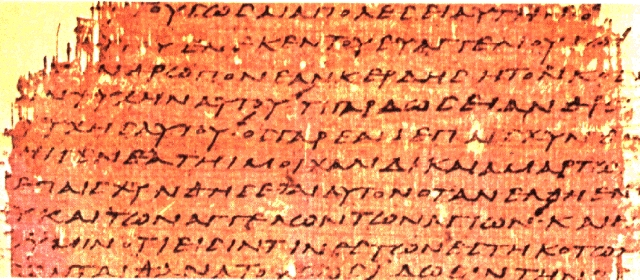
Fragmento del códice con el texto de Marcos 8,35-9,1

Hay algunos de los que están aquí que no gustarán la muerte hasta que vean que el reino de Dios ha llegado con (o en) poder.'
El erudito bíblico anglicano Edward Plumptre argumenta que este Versículo debe leerse con la sección final de Marcos 8 y sugiere que el presente arreglo puede haber sido hecho con miras a conectarlo con la  Transfiguración como el cumplimiento de la promesa en este Versículo. Este Versículo está numerado como Marcos 8:39 en la Vulgata y su traducción Douai-Rheims, y el comentarista irlandés John Macevilly señala que «la disposición de la Vulgata . .. es preferible".
Christopher Tuckett señala que este Versículo ha sido «muy debatido», y se ha discutido durante mucho tiempo a qué se refiere exactamente el reino de Dios. Sigue inmediatamente a la declaración de Jesús de «... cuando venga en la gloria de su Padre con los santos ángeles» (Marcos 8). 8:38) en el capítulo anterior. Esto podría referirse simplemente a la Transfiguración reportada posteriormente. Otros lo han interpretado como Jesús refiriéndose a su resurrección y/o la venida del cristianismo. También se registra en Mateo 16:28 y Lucas 9:27. Mateo añade la afirmación de que «... entonces recompensará a cada uno según lo que haya hecho» entre los dos. Tuckett señala que la declaración es una «profecía incumplida», y sobre esta base muchos escritores «han visto aquí un dicho genuino de Jesús».

## La Transfiguración

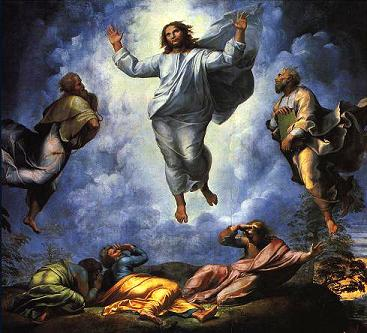
La Transfiguración (1520) de Rafael

Pasan seis días y entonces Jesús lleva a Pedro, Santiago y Juan a una alta montaña sin nombre, que muchos llegaron a creer que era el Monte Tabor. De repente, las ropas de Jesús se vuelven deslumbrantemente blancas «... más blancas de lo que nadie en el mundo podría blanquearlas». (3) y aparecen Elías y Moisés. Los discípulos se quedan atónitos, por primera vez Marcos utiliza el término Rabí (Strong's) y preguntan qué deben hacer y se ofrecen a levantarles refugios o 'tabernáculos'. Una nube les cubre y de la nube sale una voz que dice: «Este es mi Hijo, a quien amo. Escuchadle». (7) que es lo que Jesús oyó decir a la «voz del cielo» cuando fue bautizado por Juan el Bautista en Marcos 1 (1:11) pero ahora Marcos tiene a Pedro, Santiago y Juan como testigos de esto. Elías y Moisés desaparecen y los discípulos bajan de la montaña.
Al bajar de la montaña, Jesús les dice que guarden para sí lo que había sucedido hasta que el Hijo del Hombre haya resucitado de entre los muertos. No le piden que se lo aclare, sino que se preguntan entre ellos qué puede significar eso de «resucitar de entre los muertos»  podría significar. Para Tuckett, la discusión de los discípulos «parece implicar que no entienden lo que significa la resurrección en general. Esto parece increíble en términos históricos: resurrección era una idea bien conocida en [el] judaísmo de la época». Sugiere que el Versículo 10 puede ser o bien «una nota muy artificial de Marcos para reforzar su motivo de la falta de comprensión de los discípulos», o bien una referencia «específicamente a la resurrección del Hijo del Hombre» distinta de la resurrección general.
En posiblemente una discusión separada, Pedro, Santiago y Juan luego le preguntan a Jesús sobre la venida de Elías, y él dice:
... Elías ciertamente viene primero, y restaura todas las cosas; y cómo está escrito del Hijo del hombre, que le es necesario padecer mucho, y ser menospreciado. Pero yo os digo, que Elías en verdad ha venido, y le han hecho todo lo que quisieron, como está escrito de él. Marcos 9 10
Se creía comúnmente que Elías reaparecería antes de la venida del Mesías, como se predijo en el Libro de Malaquías. 4. Mateo 17:13 afirma que los tres creyeron que Jesús estaba comparando a Elías con Juan el Bautista. El encarcelamiento y muerte de Juan el Bautista (6:17-29) puede compararse con la persecución de Elías por Jezabel (19:2-3). Moisés puede verse como representante de la ley y Elías como representante de los profetas.
Todo este pasaje tiene ecos del Éxodo 24, donde las nubes cubrieron el Monte Sinaí durante seis días antes de que Moisés subiera a recibir los diez mandamientos.
El griego original utiliza la palabra metamorphothe que se tradujo al Latín como Trans Figura, el cambio de apariencia o del propio cuerpo.

### Comentarios
Jesús se transfiguró ante sus discípulos —ante los tres predilectos, que serían testigos de su agonía en el Huerto de los olivos—, ofrece un anticipo del resultado de su pasión: su resurrección y la glorificación. Éste es también el sentido de la vida del cristiano, que debe aprender que «los padecimientos del tiempo presente no son comparables con la gloria futura que se va a manifestar en nosotros»
Marcos enfatiza de diversas formas la dificultad de los discípulos para comprender el camino de Jesús. El evangelista apunta a propósito de Pedro —que quiere anticipar la gloria sin pasar por la cruz—, que «no sabía lo que decía»: 

Pedro no entendía esto cuando deseaba vivir con Cristo en el monte. Esto, ¡oh Pedro!, te lo reservaba para después de su muerte. Ahora, no obstante, dice: “Desciende a trabajar a la tierra, a ser despreciado, a ser crucificado en la tierra”. Descendió la vida para encontrar la muerte; bajó el pan para sentir hambre; bajó el camino para cansarse en el camino, descendió el manantial para tener sed; y tú, ¿vas a negarte a sufrir?».

En la Transfiguración se revela la verdad completa de Jesús. Es el Hijo Único de Dios, «el Hijo Amado», que para salvarnos se «anonadó a sí mismo tomando la forma de siervo», renunció voluntariamente a la gloria divina y se encarnó con carne pasible, haciéndose semejante a nosotros en todo «excepto en el pecado». Las palabras que provienen desde la nube, semejantes al comienzo del primer Canto del Siervo del Señor del profeta Isaías  y a las del Bautismo de Jesús, señalan precisamente eso: que Jesús es el Hijo de Dios que cumple la misión salvadora del Siervo del Señor. El mandato, «escuchadle», proclama la autoridad de Jesús. 

Éste es mi Hijo, no Moisés ni Elías. Ellos son siervos, Éste es Hijo. Éste es mi Hijo, es decir, de mi naturaleza, de mi substancia, Hijo que permanece en Mí y que es totalmente lo que soy Yo. Éste es mi Hijo amadísimo. También aquéllos son amados, pero Éste es amadísimo: a Éste, por tanto, escuchadle. Aquéllos lo anuncian, pero vosotros tenéis que escuchar a Éste. Él es el Señor, aquéllos son siervos como vosotros. Moisés y Elías hablan de Cristo, son siervos como vosotros. Él es el Señor, escuchadle.

## El niño poseído
Llegan de vuelta y encuentran al resto de los discípulos discutiendo con varios maestros de la ley rodeados de una multitud. Cuando Jesús regresa, la multitud se queda «asombrada» ante él: la Nueva Versión Estándar Revisada traduce como «estaban... sobrecogidos de asombro», sugiriendo que su aspecto «aún conservaba rastros de su gloria de transfiguración».
Jesús pregunta a la multitud: «¿De qué discutís?». (Versículo 16) y un hombre dice que ha traído a su niño endemoniado para que Jesús lo cure. El niño tiene un espíritu mudo y «echa espuma por la boca, cruje los dientes y se pone rígido» - síntomas de epilepsia, que Mateo afirma que es el caso. El hombre dice que el demonio ha hecho caer al niño tanto al agua como al fuego. Los discípulos de Jesús no pudieron curarlo. Jesús dice: «Generación infiel» (v. 19). Ordena que le traigan al niño. El padre ruega a Jesús que ayude al niño «si» puede, a lo que Jesús responde «Todo es posible para el que cree», y el hombre dice «Yo creo. Ayuda a mi incredulidad». (Versículo 24, sólo en el relato de Marcos).
Jesús cura al niño: cuando los discípulos le preguntan en privado por qué no pudieron expulsarlo, responde: «Este tipo sólo puede salir mediante la oración y el ayuno» (versículo 29). Algunos manuscritos antiguos y versiones modernas omiten la referencia al ayuno.

### Comentarios
Con este milagro y la posterior explicación, Jesús enseña la necesidad de la oración hecha con fe inconmovible. El diálogo con el padre del joven enseña la enseñanza de Jesús para llevarlo a la oración confiada. A la fe imperfecta, el Señor contesta con un lamento —, «¡El “si puedes…”!», como si Jesús contestara: «¡Otro que dice: “si puedes…”!»—. Ahora el lamento pasa a ser un diálogo, una invitación que lleva al padre del joven a una oración que es ya una muestra de fe verdadera: «¡Creo, Señor; ayuda mi incredulidad!»: 

Si falta la fe perece la oración, pues ¿quién pide lo que no cree? Creamos, pues, para poder orar, y oremos para que no desfallezca la fe con la que oramos. La fe hace manar la oración, y ésta, una vez que ha brotado, alcanza la firmeza de la fe.

Después se presenta la enseñanza de Jesús a sus discípulos en privado. La respuesta de Jesús sirve como una instrucción para el futuro: ahora las personas pueden recurrir a Él como remedio, pero cuando ya no esté entre ellos deberán recurrir a la oración: 

Al enseñar el Señor a los Apóstoles cómo debe ser expulsado este demonio tan maligno, nos enseña a todos cómo hemos de vivir, y que la oración es el medio de que hemos de valernos para superar hasta las mayores tentaciones de los espíritus inmundos o de los hombres. 

## Predicciones sobre la crucifixión
Jesús vuelve a decir a todo su grupo que el Hijo del Hombre será entregado en manos de los hombres, asesinado, y que después de tres días resucitará. Esta es la segunda predicción de la Pasión en el Evangelio de Marcos, aunque en la primera predicción no se hace referencia a la traición.  El teólogo[Marvin Vincent señala que en griego se lee «ἐδίδασκεν» (edidasken), y que la Versión Revisada habría hecho mejor en dar aquí la fuerza del modo imperfecto: Estaba enseñando. Buscaba la reclusión porque se dedicaba a instruir. La enseñanza era la continuación del «comenzó a enseñar» (Marcos 8:31)".
Los discípulos de Jesús siguen sin entender lo que quiere decir, pero tienen miedo a pedirle que se aclare. William Robertson Nicoll señala que «habían oído la declaración antes, y no habían olvidado el hecho, y su Maestro había hablado demasiado explícitamente como para que tuvieran dudas sobre su significado. Lo que ignoraban era el por qué". Los escépticos descartan estas predicciones como no hechas realmente por el Jesús real, sino que las consideran un ejemplo de vaticinium ex eventu. Eruditos como Raymond E. Brown creen, sin embargo, que «la dificultad de descartar todas estas predicciones como creaciones totalmente posteriores a Jesús se ejemplifica en 9:31 donde muchos eruditos reconocen rasgos semíticos y tradición antigua.»

### Comentarios
Desde la confesión de Pedro hasta la llegada a Jerusalén, Jesús busca la soledad para preparar a sus discípulos y enseñarles sobre de lo que iba a ocurrir en Jerusalén. El evangelista pone de manifiesto la dificultad de los discípulos para entender lo que les dice Jesús, como se verá después que, a la hora de la verdad, le dejaron solo. Y es que solo con la gracia se pueden entender estas verdades: 

Esto que decía estaba de acuerdo con las predicciones de los profetas, que habían anunciado de antemano el final que debía tener en Jerusalén. (…) Predecían también el motivo por el cual el Verbo de Dios, por lo demás impasible, quiso sufrir la pasión: porque era el único modo como podía ser salvado el hombre. Cosas, todas éstas, que sólo las conoce Él y aquellos a quienes las revela.

## Enseñanza en Cafarnaúm
Vuelven a Cafarnaúm y en la casa Jesús pregunta sobre qué estaban discutiendo o discutiendo los discípulos en el camino. Ellos no responden, porque habían estado discutiendo sobre quién era, o quién sería, el discípulo más grande, posiblemente porque Jesús sólo llevó a tres de ellos con él a la montaña  y los nueve restantes no pudieron curar al muchacho. En el relato de Mateo, el tema fue introducido por los propios discípulos, que se acercaron y preguntaron a Jesús quién debía ser el mayor. Sin embargo, Jesús ya sabe de qué habían estado hablando, y convoca a los doce, se sienta con ellos (καθίσας, kathisas, indicando que Jesús toma asiento en un intento deliberado de escolarizar a los discípulos)  y les instruye:
Si alguno quiere ser el primero, que sea el último y el servidor de todos».
Toma a un niño (versículo 36, pero versículo 35 en la disposición de la Vulgata) en brazos y dice quien acoge a los niños le acoge a él y, por tanto, a Dios.
Juan dice que otro grupo de personas han estado sanando a la gente en el nombre de Jesús a pesar de que no eran parte del grupo, pero Jesús se complace y dice «... Porque el que no está contra nosotros, está por nosotros». (31). En 12:30 y 11:23 Jesús dice: «El que no está conmigo, está contra mí»; véase también O estás con nosotros, o contra nosotros. Los discípulos parecen pensar que hay que formar parte del grupo personal de Jesús, pero Jesús deja claro que cualquiera que trabaje en su nombre y haga su obra también está con él.
Luego da una de las condenas más contundentes del pecado en la Biblia (véase Piedra de tropiezo):

Y cualquiera que ofendiere a uno de estos pequeños que creen en mí, mejor le fuera que se le colgase al cuello una piedra de molino y se le arrojase al mar. Y si tu mano te ofende, córtala; mejor te es entrar manco en la vida, que teniendo dos manos ir al infierno, al fuego que nunca se apagará: Donde su gusano no muere, y el fuego no se apaga. Y si tu pie te fuere ocasión de caer, córtalo: mejor te es entrar detenido en la vida, que teniendo dos pies ser echado en el infierno, en el fuego que nunca se apagará: Donde su gusano no muere, y el fuego no se apaga. Y si tu ojo te escandaliza, sácatelo: mejor te es entrar con un solo ojo en el reino de Dios, que teniendo dos ojos ser arrojado al fuego del infierno: Donde su gusano no muere, y el fuego no se apaga. Porque cada uno será salado con fuego, y cada sacrificio será salado con sal. Buena es la sal; mas si la sal se desvaneciere, ¿con qué la sazonaréis? Tened sal en vosotros mismos, y tened paz los unos con los otros.

 (42-50) KJV

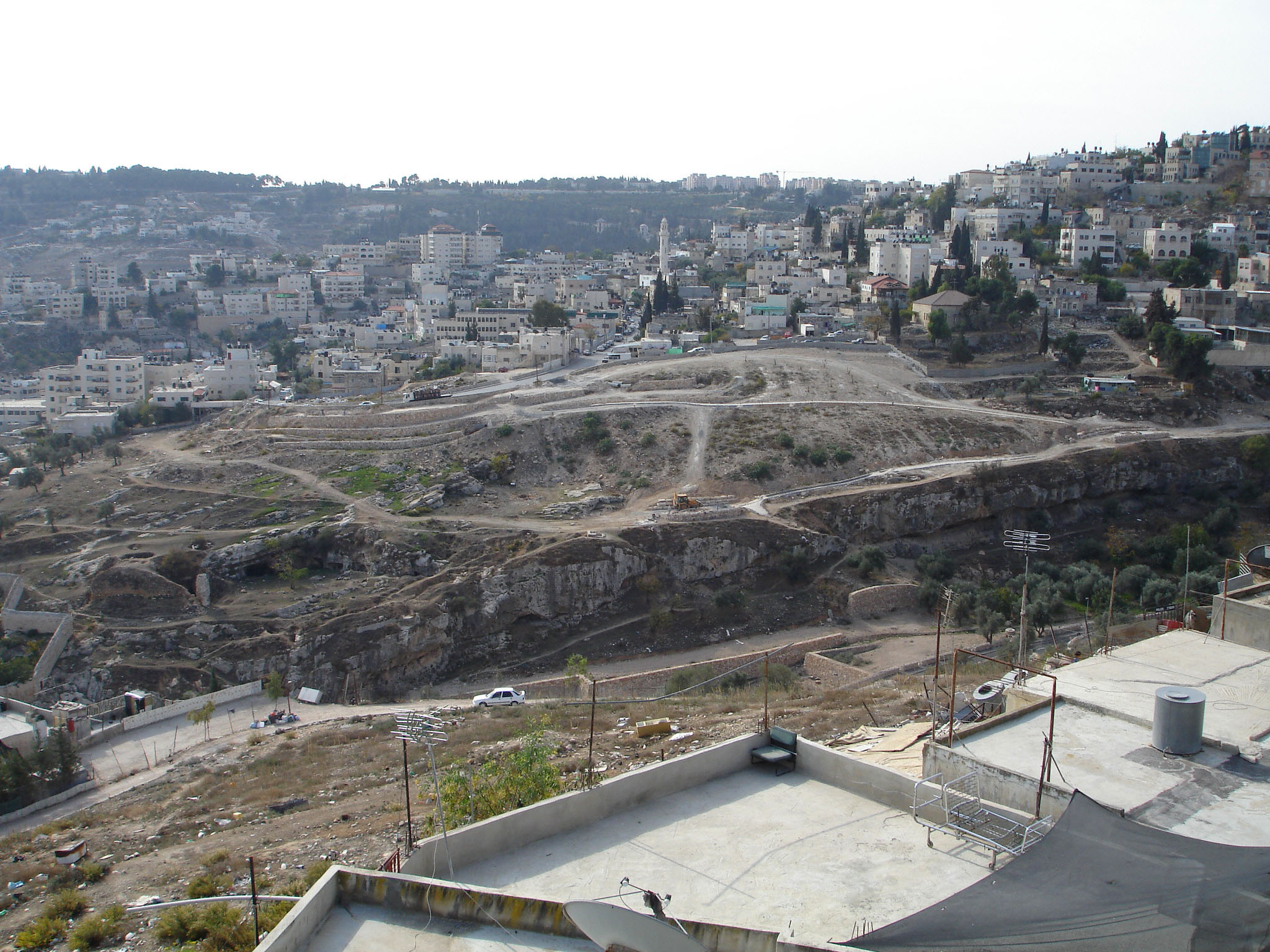
El valle de Hinnom en Jerusalén

El texto cita en Isaías 66:24 del Libro de Isaías:
«Y saldrán y contemplarán los cadáveres de los que se rebelaron contra mí; los gusanos que los devoran no morirán, el fuego que los abrasa no se apagará, y serán repugnantes para toda la humanidad».
El Pulpit Commentary observa que los cuerpos arrojados al infierno «no podrían ser al mismo tiempo quemados con fuego y comidos por los gusanos».
Los manuscritos originales utilizan el término «τὴν γέενναν» (tēn geennan) Gehenna para referirse al Infierno. Gehenna era un basurero junto a Jerusalén en el valle de Hinnom, donde se quemaban los cadáveres de los criminales así como la basura. El valle recibió su nombre de un hombre llamado Hinnom que había sido su propietario. En un tiempo había sido utilizado como lugar para sacrificar niños vivos a dioses paganos.
No está claro cuál era exactamente la «sal» a la que se refería Jesús. Jesús la relaciona con el fuego, el bien y la paz. La sal se veía como algo de pureza, pero la sal también tiene propiedades destructivas y se usaba como conservante. «Sal» podría referirse simplemente a su enseñanza. También podría verse como una doble metáfora entrelazada que relaciona la sal requerida en los sacrificios con Dios que se encuentra en el Libro del Levítico 2:11,13 a la «sal» del sacrificio de Cristo y a la «sal» requerida para estar en los seguidores de Jesús como sacrificios metafóricos como en la Epístola a los Romanos 12 y también relacionando la sal de la Antigua Alianza del Libro del Levítico 2:11,13 a la «sal» de la Nueva Alianza o alianza renovada. Véase Sal en Marcos y también Sal y Luz.

### Comentarios
En estos pasajes se agrupan un conjunto de enseñanzas de Jesús, principalmente a lo que debe ser la vida de la Iglesia. El primer grupo de advertencias son dos episodios en los que el Jesús indica las disposiciones que han de vivir los cristianos. El primero grupo es consecuencia de una discusión tenida a espaldas de Jesús y aprovecha para adoctrinar a los discípulos sobre cómo seha de ejercer la autoridad en la Iglesia: no como quien domina, sino como quien sirve. Él, que es Cabeza y Legislador supremo, vino a servir y no a ser servido (10,45). 

Hacer cabeza en una obra de apostolado es tanto como estar dispuesto a sufrirlo todo, de todos, con infinita caridad.

Después, con motivo del que expulsaba demonios en su nombre, Jesús les ayuda a tener amplitud de miras en el crecimiento del Reino de Dios y les previene contra el personalismo y el espíritu de partido único. Los dos episodios terminan con una novedosa doctrina que Jesús predicó en muchas ocasiones: los cristianos deben verle en el necesitado, o sea, en un niño que nada puede, o en el discípulo que se ha deshecho de todo para seguir a su Maestro. No importa cuánto ofrezca sino el amor con que se haga:

¿Ves ese vaso de agua o ese trozo de pan que una mano caritativa da a un pobre por amor de Dios? Poca cosa es en realidad y casi no estimable al juicio humano; pero Dios lo recompensa y concede inmediatamente por ello aumento de caridad.

La segunda parte del pasaje contiene unas advertencias ante el peligro del escándalo: las acciones, las actitudes o los comportamientos que pueden arrastrar a otros a obrar mal. Van expresadas con palabras serias, que enseñan aspectos de la radicalidad de la ética cristiana. El cristiano está tan obligado a evitar la ocasión próxima de pecado como el propio pecado. El bien eterno del alma es superior a cualquier otra valoración de bienes temporales. Por tanto, todo aquello que pone en peligro próximo de pecado debe ser cortado y arrancado.

## Conexiones a través del Nuevo Testamento
Lucas 9 contiene casi todo el capítulo de Marcos 9 al pie de la letra, con la notable excepción del discurso sobre el pecado, que figura en parte en Lucas 17. Mateo tiene la Transfiguración y el niño poseído seguidos de una escena ligeramente alterada y ampliada en Cafarnaúm en los capítulos 17 y 18. Juan no menciona nada de esto, lo que ha desconcertado a muchos eruditos, ya que uno pensaría que Juan, al ser uno de los tres únicos allí, mencionaría la Transfiguración. Esto podría significar que Marcos se equivoca sobre el acontecimiento o sobre la presencia de Juan, que el Evangelio de Juan no fue escrito por el apóstol Juan, o que Juan sabía que los sinópticos estaban circulando y escribió su evangelio para completar los detalles que creía que faltaban en ellos.[cita requerida]
La segunda epístola de Pedro tiene relación con la tradición evangélica, principalmente en la Transfiguración de Jesús, 1:4 con Marcos 9:1; 1:11 con Marcos 9:1; 1:16,18 con Marcos 9:2-10; 1:17 con Mateo 17:5; 1:19 con Marcos 9:4.